# Antonio Dikele Distefano
Antonio Dikele Distefano (Busto Arsizio, 25 maggio 1992) è uno scrittore italiano, direttore di esse Magazine.

## Biografia
Nato a Busto Arsizio da genitori angolani, è cresciuto prima a Cerignola e poi a Ravenna. Si è appassionato alla musica hip-hop componendo alcuni brani sotto lo pseudonimo di "Nashy". Nel 2013 ha fatto parte del duo Primavera Araba.
Debutta con un romanzo auto-pubblicato, in seguito pubblicato da Mondadori nel 2015. Dopo questo primo romanzo, Fuori piove, dentro pure, passo a prenderti?, con Mondadori pubblica i successivi Prima o poi ci abbracceremo, Chi sta male non lo dice, Non ho mai avuto la mia età (quest'ultimo vincitore del Premio Fiesole nel 2018) e Bozze. Non ho mai avuto la mia età  ha ispirato la realizzazione della serie televisiva italiana Zero, prodotta da Netflix nel 2021.
Nel 2022 scrive e dirige Autumn Beat, suo primo lungometraggio, reso disponibile sulla piattaforma streaming Prime Video a partire dal 10 novembre 2022. La pellicola narra la storia di Tito e Paco – interpretati rispettivamente da Hamed Seydou e Abby 6ix –, due fratelli che cercano di sfondare nella scena rap milanese. Tra gli attori figurano i rapper italiani Guè, Ernia, Tredici Pietro e Sfera Ebbasta, nei panni di loro stessi.
Gestisce un podcast su YouTube dove intervista personaggi influenti del mondo del rap, pop, hip hop e dello spettacolo.

## Opere
- Fuori piove, dentro pure, passo a prenderti?, Tricase, Youcanprint, 2014 ISBN 978-88-911-4478-2. Nuova ed. Milano, Mondadori, 2015 ISBN 978-88-04-65042-3.
- Prima o poi ci abbracceremo, Milano, Mondadori, 2016 ISBN 978-88-04-66118-4.
- Chi sta male non lo dice, Milano, Mondadori, 2017 ISBN 978-88-04-67743-7.
- Non ho mai avuto la mia età, Milano, Mondadori, 2018 ISBN 978-88-04-70214-6.
- Bozze. Prima e seconda parte, Milano, Mondadori, 2018 ISBN 978-88-04-70881-0.
- Qua è rimasto autunno, Milano, Rizzoli, 2022 ISBN 978-88-17-15999-9.

## Filmografia

### Cinema
- Autumn Beat (2022)

### Televisione
- Quello che è - Nuove storie italiane (2020-in corso)
- Nuove strade (2020)
- Zero (2021)